# Onthophagus compositus
Onthophagus compositus är en skalbaggsart som beskrevs av Lea 1923. Onthophagus compositus ingår i släktet Onthophagus och familjen bladhorningar. Inga underarter finns listade i Catalogue of Life.